# Azerbaijan–Georgia–Romania Interconnector
Azerbaijan–Georgia–Romania Interconnector (Akronym: AGRI) ist der  Name für ein Pipelineprojekt, das Erdgas aus Aserbaidschan über Georgien nach Rumänien bringen soll. Die Projektkosten werden in rumänischen Regierungskreisen mit 4 bis 6 Mrd. Euro beziffert. Das Projekt, für das die drei beteiligten Regierungen bereits eine Absichtserklärung gefasst haben, soll zwei Flüssiggas-Terminals umfassen, je eines in Rumänien und Georgien.